# Spirodela

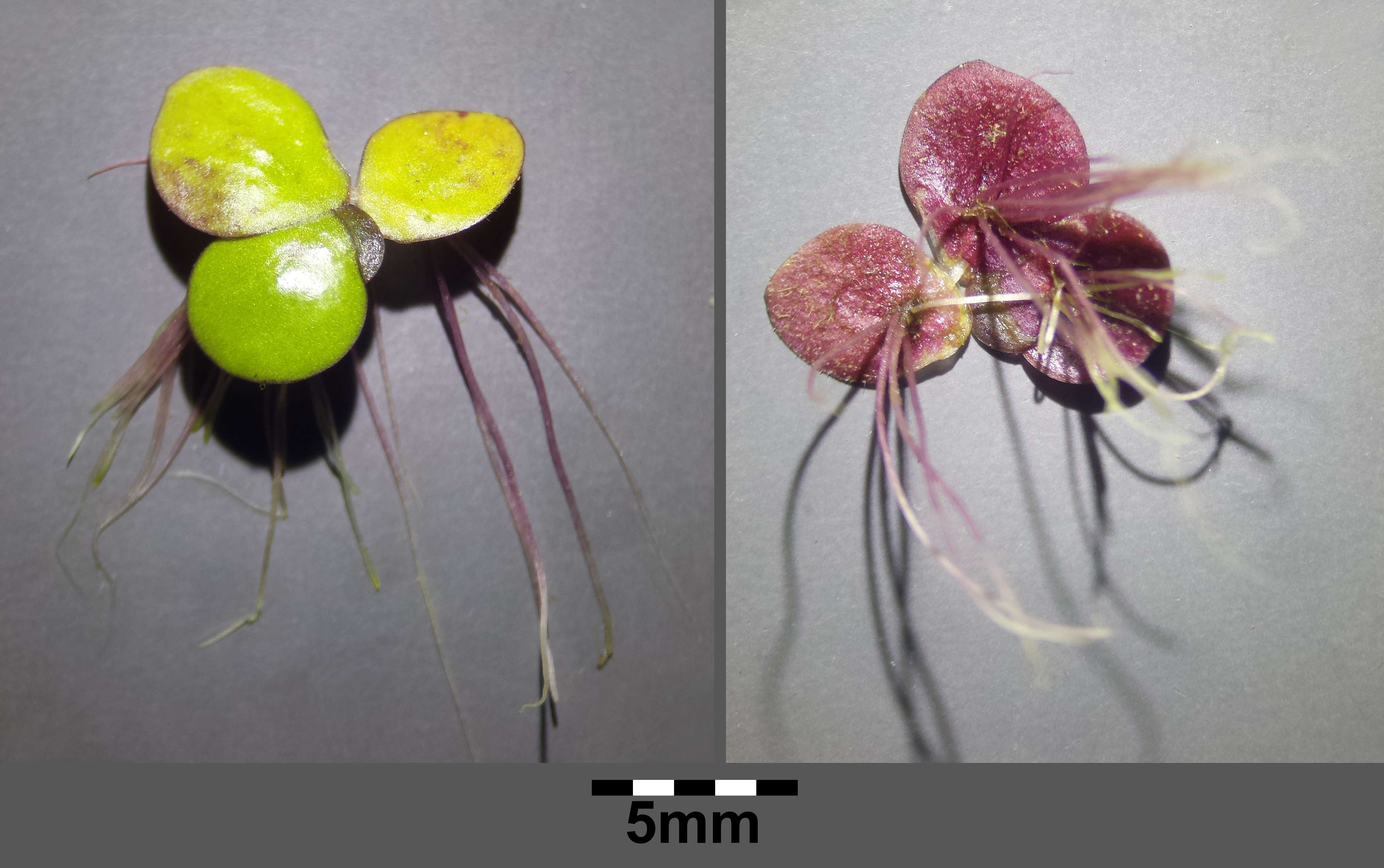
Spirodela polyrhiza

Spirodela est un genre de plantes aquatiques de la famille des Aracées (sous-famille des Lemnoïdées), l'un des genres auxquelles appartiennent les « lentilles d'eau ». Il a été auparavant affecté à la famille des Lemnacées.

## Description
Les espèces de Spirodela sont des plantes aquatiques dont la tige est transformée en structures appelées frondes ; chaque plante est représentée par une fronde avec des racines, elles n'ont donc pas de feuilles. Deux à cinq plantes peuvent être connectées les unes aux autres.
Les plantes sont vertes, mais peuvent devenir rouges en raison de la présence d'anthocyanes. Plusieurs racines (5 à 20 selon les espèces) émergent de chaque fronde. Spirodela est plus grande ( 10 mm (0,393700787 po)) que Lemna (2 mm (0,0787401574 po) – 5 mm (0,1968503935 po), avec une racine par fronde).
Certaines espèces de Spirodela hivernent sous forme de turions, des pousses amylacées dormantes dépourvues de poches d'air, qui coulent au fond de l'eau. Au printemps, les turions remontent à la surface et germent.
Spirodela forme souvent des tapis flottants avec des espèces apparentées (par exemple Lemna et Wolffia).
Le genre a une distribution pratiquement mondiale.

## Espèces
Il existe actuellement 2 espèces reconnues dans ce genre,:
1. Spirodela polyrhiza (L.) Schleid. - cosmopolite
2. Spirodela intermedia W. Koch